# Casamientos régios de la Casa de Borbón en España
Casamientos régios de la Casa de Borbón en España es un libro de Antonio Pineda y Cevallos-Escalera sobre los matrimonios reales celebrados en España durante el siglo XVIII y la mayor parte del siglo XIX.

## Historia
En enero de 1878 Antonio Pineda, caballerizo de campo del Rey, presentó al Mayordomo mayor del Rey, el marqués de Alcañices un primer trabajo que comprendía desde el primer matrimonio de Felipe V en 1701 hasta el matrimonio de la infanta Isabel en 1868. El autor decidió ampliarlo para incluir el matrimonio de Alfonso XII de España con la infanta María de las Mercedes de Orleans.
Posteriormente la obra completa sería presentada al rey Alfonso XII de España, para que este admitiera tanto el libro como su dedicatoria. Tras haberla presentado, el 18 de junio de 1878, el ya citado Mayordomo mayor del Rey informa al autor de que Alfonso XII admite ser el dedicatario y que, en prueba de su gusto por la obra, manda que la impresión se realice a cargo de la Real Casa.
La muerte de la reina María de las Mercedes hizo que se suspendiese la impresión. Posteriormente el autor continuó la obra para incluir el segundo matrimonio de Alfonso XII con María Cristina de Austria en 1879. Tras esta última adición, el libro pasó a publicarse. De acuerdo con la autorización recibida en 1878, la obra sería dedicado al monarca.
El libro acabaría publicándose en 1881. Se imprimió la imprenta de E. de la Riva, situada en Madrid, en la plaza de la Paja.

## Descripción
El libro recoge la descripción de 25 matrimonios realizados por miembros de la casa de Borbón en España. Desde el matrimonio de Felipe V con María Luisa Gabriela de Saboya en 1701 hasta el de Alfonso XII con María Cristina de Austria.
Tiene 586 páginas divididas en 25 capítulos correspondientes a cada uno de los matrimonios tratados en la obra. El más extenso de estos, es el dedicado al último enlace regio.

### Individuales
1. ↑  Alvarado, Nicanor de (12 de diciembre de 1879). «Ministerio de Gracia y Justicia». Gaceta de Madrid. p. 346.